# Larmes de joie
Pour plus de détails, voir Fiche technique et Distribution.
Larmes de joie (titre original : Risate di gioia) est un film italien, réalisé en 1960 par Mario Monicelli.

## Synopsis
Durant la nuit de la Saint-Sylvestre, deux hommes, le pickpocket Lello et le vieil acteur Fortunio, se promènent en ville : ils échouent d'un lieu à l'autre, d'une fête à une réception, sans pouvoir être admis et respectés. Ils n'en perdent pourtant pas leur optimisme et leur courage. Mais ils rencontrent Gioia Fabbricotti, surnommée Tortorella, une figurante de péplums à Cinecittà qui rêve de devenir une grande star du cinéma alors qu'elle s'échine dans des petits rôles. Abandonnée par ses amis, elle rejoint le duo et les trois vont tenter, toute la nuit, de voler des biens aux riches.

## Fiche technique
- Titre original : Risate di gioia
- Titre français : Larmes de joie
- Réalisation : Mario Monicelli
- Scénario : Suso Cecchi D'Amico, Age, Scarpelli et Mario Monicelli d'après Risate di gioia et Ladri in chiesa du recueil Nouvelles romaines (Racconti romani) d'Alberto Moravia.
- Photographie : Leonida Barboni, noir et blanc
- Musique : Lelio Lutazzi
- Décors : Piero Gherardi et Giuseppe Ranieri
- Costumes : Piero Gherardi
- Montage : Adriana Novelli
- Production : Silvio Clementelli, pour la Titanus
- Durée : 106 minutes
- Pays d'origine :  Italie
- Date de sortie : 21 octobre 1960 en Italie
- Nouvelle ressortie en France : 3 avril 2013 (distributeur : Les Acacias)
- Genre : Comédie dramatique

## Distribution
- Totò : Umberto Pennazzuta dit Infortunio
- Anna Magnani : Gioia Fabricotti dite Tortorella
- Ben Gazzara : Lello
- Fred Clark : L'Américain
- Mac Ronay : Alfredo, le conducteur
- Edy Vessel : Milena
- Carlo Pisacane : le grand-père de Gioia
- Gina Rovere : Mimi
- Mario Donatone

## Autour du film
- Tortorella (Anna Magnani) et Infortunio (Totò) fêtent l'année nouvelle : 1960, année symbole. « Managgia al cinematografo ! (Maudit cinéma !), hurle la fausse blonde Gioia/Magnani au bord de la Fontaine de Trevi, en essayant d'empêcher le touriste américain soûl de s'y baigner à l'instar de la vraie blonde Anita Ekberg dans La dolce vita », écrit Lorenzo Codelli[1]. Ce dernier rappelle que le tournage de Risate di Gioia débute le 3 mai, c'est-à-dire presque trois mois après la sortie du film célèbre de Fellini. « Les décors romains inouïs et les innombrables costumes originaux, pour les deux films, sont choisis et conçus par Piero Gherardi, un talent visionnaire », indique-t-il.
- Le film avait été écrit à l'origine pour Luigi Comencini. Mario Monicelli, qui refusera de tourner pour Dino De Laurentiis une suite à La Grande Guerre (Lion d'Or à Venise, 1959), héritera de ce scénario. De son côté, Comencini réalisera, de façon détournée, le projet dont Monicelli ne voulait pas avec La Grande Pagaille (1960).
- En 1960, l'œuvre d'Alberto Moravia, dont s'inspire le film de Monicelli, est au faîte de sa popularité. « Suso Cecchi D'Amico et ses collègues scénaristes tirent Larmes de joie des nouvelles Ladri in chiesa et Lacrime di gioia, publiées dans les recueils Racconti romani, 1954, et Nuovi racconti romani 1959 (et non du seul premier tome comme le mentionne le générique). Les personnages des sfollati (sans-abri) et des borsari neri (trafiquants du marché noir) indiquent que ses récits se déroulent peu après la guerre. [...]. »[2] Monicelli élargit et actualise les histoires de Moravia, « en laissant ses crève-la-faim se dévorer l'un l'autre exactement comme avant le triomphe de l'industrialisation. »[3]
- « Magnani ne voulait pas Totò comme partenaire puisque, selon elle, il déclassait le film », rappelle Monicelli[4]. « La diva ne comprenait pas qu'en les faisant jouer ensemble, [...], le réalisateur obtenait un autre merveilleux effet de décalage », ajoute Lorenzo Codelli. Jacques Lourcelles pense, pour sa part, que « Totò sort ici du burlesque et de la farce (où son talent n'est plus à vanter) pour pénétrer dans une comédie de mœurs de la meilleure eau. On y trouve un dosage spécifiquement italien et quasiment sublime entre l'ironie et la compassion vis-à-vis des personnages. »[5] « Les scènes où Totò et Magnani évoquent leur "expérience cinématographique" sont anthologiques », conclut Jacques Lourcelles. « Miracle ! Miracle ! Miracle ! », s'écrie Magnani pour annoncer 1960. « Miracle ! Miracle ! Miracle ! Quelle foule de génies. C'était ça l'époque bénie du cinéma italien », estime pour finir Lorenzo Codelli[6].
- De son côté, Vincent Malausa salue, dans Les Cahiers du cinéma d'avril 2013, la nouvelle diffusion du film en France. Mario Monicelli est alors au sommet de son art et ce « joyau est la chronique d'une nuit de la Saint-Sylvestre qui tourne au désastre pour un trio de bras cassés pathétiques. [...] Cet étincelant marathon nocturne doit probablement beaucoup au Fellini de La Strada et au Visconti des Nuits blanches. Mais Monicelli sait se rappeler à la meilleure tradition néoréaliste en tirant de ces inutiles (le fameux trio Totò/Anna Magnani/Ben Gazzara) une dimension tragi-comique d'une grande acuité politique », affirme-t-il[7].